# Jam Łasica
Jam Łasica (ang. I Am Weasel) – amerykański serial animowany stworzony przez Davida Feissa (twórcę Krowy i Kurczaka) dla Cartoon Network. Opowiada o przygodach dwójki przyjaciół – Łasicy i Pawiana oraz Czerwonego.
Od 4 czerwca 2018 był on ponownie emitowany na polskim Cartoon Network w ramach bloku „Klasyki Cartoon Network”.

## Bohaterowie

### Pierwszoplanowi
- Łasica (ang. I.M. Weasel) – jest to tytułowy bohater, który cechuje się wysoką inteligencją. Jest sławny na całym świecie. Często stawia dobro innych nad dobro własne. Jest obdarzony wieloma talentami.
- Pawian (czasem nazywany Pawiankiem, Pawianusiem, Pawianuśkiem lub Pawianusieczkiem) (ang. I.R. Baboon) – jest zagorzałym rywalem i najlepszym przyjacielem łasicy (którego nazywa „łasic”). Pawian ma wadę gramatyczną tj. mówi prawie na wszystko z trzeciej osoby. Cechą charakterystyczną pawiana jest czerwony zadek (przez co Pawian często jest wyśmiewany). Jest wyjątkowo nierozgarnięty. Zazdrości Łasicy, że jest sławny i zdolny. Nosi białą koszulkę, na której widnieje napis „I.R.” zapisany do góry nogami.
- Czerwony (ang. The Red Guy) – znany z kreskówki Krowa i Kurczak, czasem nazywany Gołozadkiem bądź Gołozadem. Często występuje pod postacią króla i królowej Anglii. Lubi prowokować Pawiana.

### Drugoplanowi
- Loulabelle – asystentka łasicy. Bardzo lubi Łasicę i Pawiana.
- Jolly Roger – niezgrabny, niemądry nastolatek, który nie odgrywa żadnej ważniejszej roli. Występuje jedynie w piątej serii.
- Generał Kula (ang. General Bullets) – wojskowy generał, pracuje dla Łasicy. Ma charakterystyczny mocny głos, baryton.

### Epizodyczni
- Architekt – jeden z szefów pawiana, bardzo miły. Pojawia się w odcinku Ten most nie łasicy most.
- Krowa i Kurczak – bohaterowie kreskówki o tej samej nazwie. Czasem pojawiają się w serialu.
- Dowódcy NASA – propagandyści, bardzo niemądrzy, planują loty niemożliwe do wykonania. Wykorzystują łatwowierność pracowników. Pojawiają się w odcinku Pawian na słońcu.
- Kobieta z brodą – matka dwóch dzieci, pojawia się w odcinku Podwodna przygoda. Jak sama mówi, brodę ma dlatego, że mama jest kobietą, a tata mężczyzną.
- Dzidzia Dziadzia (ang. Baby Grampa) – przygarnięty syn pawiana, wykarmiony mlekiem krowy z Krowy i Kurczaka. Jest bardzo silny. Pojawia się w odcinku Ja być mamusia.
- Wacuś Ptak (ang. Wakko Bird) – komentator telewizyjny, często odwiedza Hollywood. Pojawia się w odcinku A ja być muzykant.
- Eugene – wystąpił w odcinku „Dzieci do wynajęcia”. Razem z żoną bardzo się przejął wyjazdem dzieci na zimowisko, więc wynajął Jama Łasicę i I.R. Pawiana jako zastępcze dzieci. Do swojej żony zwracał się imieniem Clarabelle (kiedy płakała ona, siedząc w fotelu po wyjeździe Percipriuce’a i Pricilli) i Martha (kiedy to on z kolei przejął się wyjazdem Łasicy oraz Pawiana). Lubi jeść móżdżki, ponieważ uważa, że dodają one rozumu, oraz oglądać komedie. Nie lubi jednak nauki.
- Clarabelle lub Martha – wystąpiła w odcinku „Dzieci do wynajęcia”. Razem z mężem bardzo przejęła się wyjazdem dzieci na zimowisko. Wynajęli oni zatem Jama Łasicę i I.R. Pawiana jako zastępcze dzieci. Podobnie jak mąż, lubi jeść móżdżki, ponieważ uważa, że dodają one rozumu, oraz oglądać komedie. Nie lubi jednak nauki.

## Obsada
- Michael Dorn – Łasica
- Charlie Adler –
  - Pawian,
  - Czerwony

## Wersja polska
Opracowanie wersji polskiej: Start International Polska

Reżyseria: Paweł Galia

Dialogi polskie:
- Anna Niedźwiecka,
- Anna Celińska

Dźwięk i montaż: Jerzy Wierciński

Kierownictwo produkcji:
- Alicja Jaśkiewicz,
- Elżbieta Araszkiewicz(inne języki)

Wystąpili:
- Paweł Szczesny –
  - Łasica,
  - Flem
- Sławomir Pacek – Pawian
- Jarosław Boberek – Czerwony
- Lucyna Malec – Krowa (seria I i II)
- Elżbieta Kopocińska-Bednarek – Krowa (seria III, IV i V)
- Wojciech Paszkowski – Kurczak
- Mirosław Kowalczyk – Earl
- Elżbieta Jędrzejewska – Mama
- Marek Bocianiak – Tata
- Andrzej Gawroński –
  - Tata (odc. Dzieci do wynajęcia),
  - Jeden z Braci Wright (odc. Bracia Wrak),
  - Różne Głosy
- Jacek Bończyk – Koń (odc. Łasica na rodeo)
- Jarosław Domin –
  - Jeden z Braci Wright (odc. Bracia Wrak)
  - Różne Głosy
- Mirosław Zbrojewicz –
  - Święty Mikołaj (odc. Gwiazdka z Pawianami)
  - Różne głosy
- Joanna Wizmur – Konczita, żona Łasicy (odc. Kochanie, ja być wrócić)
- Olga Bończyk – Dziewczyna Łasicy
- Piotr Borowiec – Lektor I (odc. 1-52)
- Roch Siemianowski – Lektor II (odc. 53-79)
- Adam Bauman –
  - Jeden z Drzew (odc. Drzewna Historia),
  - Różne głosy

oraz
- Zbigniew Konopka
- Marek Frąckowiak
- Paweł Galia
- Ewa Serwa
- Jacek Kopczyński
- Robert Tondera
- Mikołaj Müller
- Cezary Kwieciński
- Monika Wierzbicka
- Arkadiusz Jakubik
- Cezary Nowak
- Krystyna Kozanecka
- Joanna Orzeszkowska
- Iwona Rulewicz
- Jolanta Wilk
- Ryszard Olesiński
- Marek Robaczewski
- Dariusz Odija
- Włodzimierz Bednarski
- Artur Kaczmarski

i inni
Tekst piosenki: Marek Robaczewski

Kierownictwo muzyczne: Marek Klimczuk

Piosenkę śpiewała: Monika Wierzbicka

## Odcinki
- Serial liczy łącznie 79 segmentów. Pierwsze 52 służyły jako trzeci segment w każdym odcinku serialu Krowa i Kurczak (dwa segmenty Krowy i Kurczaka + jeden segment Jam Łasicy pod koniec). Piąty sezon powstał jako samodzielny serial (tzw. spin-off) składający się z 9 odcinków po 3 segmenty każdy.
- Od 2 kwietnia 1999 r. do 7 listopada 2005 r. można było oglądać ten serial na kanale Cartoon Network jako odrębny serial.
- Od 27 lutego do 3 kwietnia 2006 roku można było oglądać go razem z serialem Krowa i Kurczak.
- 2 marca 2007 r. ponownie pojawił się w Cartoon Network jako oddzielny serial.

### Spis odcinków
| Nr             | Polski tytuł                  | Angielski tytuł                 |
| -------------- | ----------------------------- | ------------------------------- |
|                |                               |                                 |
| SERIA PIERWSZA |                               |                                 |
|                |                               |                                 |
| 01             | Ten most nie Łasicy most      | This Bridge Not Weasel Bridge   |
|                |                               |                                 |
| 02             | Pawian na Słońcu              | I.R. On Sun                     |
|                |                               |                                 |
| 03             | Podwodna przygoda             | Deep Sea Tour                   |
|                |                               |                                 |
| 04             | Ja być Dżentelmen             | I.R. Gentlemans                 |
|                |                               |                                 |
| 05             | Jestem wielką gwiazdą         | I.R. Big Star                   |
|                |                               |                                 |
| 06             | Potęga smrodu                 | The Power Of Odor               |
|                |                               |                                 |
| 07             | Ping-pong na morzu            | Ping-Pong At Sea                |
|                |                               |                                 |
| 08             | Chorobowa fiesta              | Disease Fiesta                  |
|                |                               |                                 |
| 09             | Roślina na życie              | I.R. Plant Life                 |
|                |                               |                                 |
| 10             | Jam ambasador                 | I.M. Ambassador                 |
|                |                               |                                 |
| 11             | Prawo grawitacji              | Law Of Gravity                  |
|                |                               |                                 |
| 12             | Gwiazdka z Pawianami          | Happy Baboon Holidays           |
|                |                               |                                 |
| 13             | Jam Architekt                 | I. Architect                    |
|                |                               |                                 |
| SERIA DRUGA    |                               |                                 |
|                |                               |                                 |
| 14             | Ja być Mamusia                | I.R. Mommy                      |
|                |                               |                                 |
| 15             | Ja być Stwórca                | I.M. Deity                      |
|                |                               |                                 |
| 16             | Jam beksa                     | I Am Crybaby                    |
|                |                               |                                 |
| 17             | Upiorna stopa Pawiana         | I.R.’s Phantom Foot             |
|                |                               |                                 |
| 18             | Królowa De Nilu               | Queen Of DeNile                 |
|                |                               |                                 |
| 19             | A ja być muzykant             | I Are Music Man                 |
|                |                               |                                 |
| 20             | Jam moje życie                | I Am My Lifetime                |
|                |                               |                                 |
| 21             | W krainie Pawianich elfów     | I.R. Pixie Faerie               |
|                |                               |                                 |
| 22             | Pawiana zimowy połów ryb      | I.R. Ice Fisher                 |
|                |                               |                                 |
| 23             | Jam bohater                   | I.R. Role Model                 |
|                |                               |                                 |
| 24             | Krowie placki                 | I.R. In Wrong Cartoon           |
|                |                               |                                 |
| 25             | Mój przyjaciel, mądry banan   | My Friend The Smart Banana      |
|                |                               |                                 |
| 26             | Dziki Pawian                  | I.R. Wild Baboon                |
|                |                               |                                 |
| SERIA TRZECIA  |                               |                                 |
|                |                               |                                 |
| 27             | Powrót do przeszłości         | Time Weasel                     |
|                |                               |                                 |
| 28             | Wielka dziura                 | The Hole                        |
|                |                               |                                 |
| 29             | Zakład korekcyjny             | I Stand Corrected               |
|                |                               |                                 |
| 30             | Czy leci z nami Łasica?       | I Am Bush Pilot                 |
|                |                               |                                 |
| 31             | Deserowa wyspa                | Dessert Island                  |
|                |                               |                                 |
| 32             | Niezatapialny Pawian          | Unsinkable I.R.                 |
|                |                               |                                 |
| 33             | Jam wampir                    | I Am Vampire                    |
|                |                               |                                 |
| 34             | Kochanie, ja być wrócić       | Honey, I Are Home               |
|                |                               |                                 |
| 35             | Poetyckie jazdy               | Drivers Sped                    |
|                |                               |                                 |
| 36             | Drzewna historia              | Tree Story                      |
|                |                               |                                 |
| 37             | Pawian brać ślub              | I.R. Do                         |
|                |                               |                                 |
| 38             | Ja być dobry piesek           | I Are Good Dog                  |
|                |                               |                                 |
| 39             | U psychiatry                  | He Said, He Said                |
|                |                               |                                 |
| SERIA CZWARTA  |                               |                                 |
|                |                               |                                 |
| 40             | Kurs wrogości                 | Enemy Camp                      |
|                |                               |                                 |
| 41             | Jam jest aktor                | I Am Clichéd                    |
|                |                               |                                 |
| 42             | Ja być gladiator              | I Are Gladiator                 |
|                |                               |                                 |
| 43             | Łasica rewolucjonista         | Revolutionary Weasel            |
|                |                               |                                 |
| 44             | Duchowe peregrynacje          | I Are Ghost                     |
|                |                               |                                 |
| 45             | Kosmiczne motobikini          | The Magnificent Motorbikini     |
|                |                               |                                 |
| 46             | Jam jest fryzjer              | I Am Hairstylist                |
|                |                               |                                 |
| 47             | Jam kapitan wieloryba         | I Am Whale Captain              |
|                |                               |                                 |
| 48             | Doktor snów                   | Dream Weasel                    |
|                |                               |                                 |
| 49             | Małpia łapka                  | Baboon’s Paw                    |
|                |                               |                                 |
| 50             | Niebezpieczne igrzyska        | The Sackless Games              |
|                |                               |                                 |
| 51             | Kto wymazał Krowę i Kurczaka? | Who Rubbed Out Cow And Chicken? |
|                |                               |                                 |
| 52             | Ja być dobry sprzedawca       | I.R. Good Salesman              |
|                |                               |                                 |
| SERIA PIĄTA    |                               |                                 |
|                |                               |                                 |
| 53             | Źródełko młodości             | The Drinking Fountain Of Youth  |
| 53             | Ja być terraformator          | I Are Terraformer!              |
| 53             | Jam wiking                    | I Am Viking                     |
|                |                               |                                 |
| 54             | Dzieci do wynajęcia           | Leave It To Weasel              |
| 54             | Dobra wróżka                  | The Fairy Godfather             |
| 54             | Ja być Robin Hood             | I Are Robin Hood                |
|                |                               |                                 |
| 55             | Mikro Łasica                  | The Incredible Shrinking Weasel |
| 55             | Super Pawian z Łasiczką       | Baboon Man & Weasel Boy         |
| 55             | Ja być zakochany              | I.M.N. Love                     |
|                |                               |                                 |
| 56             | Pierwszy rower Pawiana        | I.R.’s First Bike               |
| 56             | Czarownik dentysta            | The Sorcerer’s a Dentist        |
| 56             | Bracia Wrak                   | The Wrong Bros.                 |
|                |                               |                                 |
| 57             | Pitekantropus Łasikus         | I Am Cave Weasel                |
| 57             | Mam siny zadek                | My Blue Hiney                   |
| 57             | Misja dla gamonia             | Mission: Stupid                 |
|                |                               |                                 |
| 58             | Witaj szkoło                  | Back To School                  |
| 58             | Ja być artysta                | I Are A Artiste                 |
| 58             | Fred: Ostatni idiota          | Fred: Last Of The Idiots        |
|                |                               |                                 |
| 59             | Małpa w hotelu                | I Are Bellhop                   |
| 59             | Pawian na stadionie           | Take I.R. Out To The Ballgame   |
| 59             | Pracowity jak Pawian          | I Am Bee Weasel                 |
|                |                               |                                 |
| 60             | Doktor Franken Łasica         | I Am Franken-Weasel             |
| 60             | Prafdzifa historia            | A Troo Storee                   |
| 60             | Łasica na rodeo               | Rodeo Weasel                    |
|                |                               |                                 |
| 61             | Legenda o Wielkiej Pupie      | The Legend Of Big Butt          |
| 61             | Jam pogromca smoków           | I Am Dragon Slayer              |
| 61             | Ja być legenda                | I Are Legend                    |
|                |                               |                                 |